# Cassa di Risparmio di Cento
La Cassa di Risparmio di Cento è stato un istituto di credito con sede a Cento.

## Storia

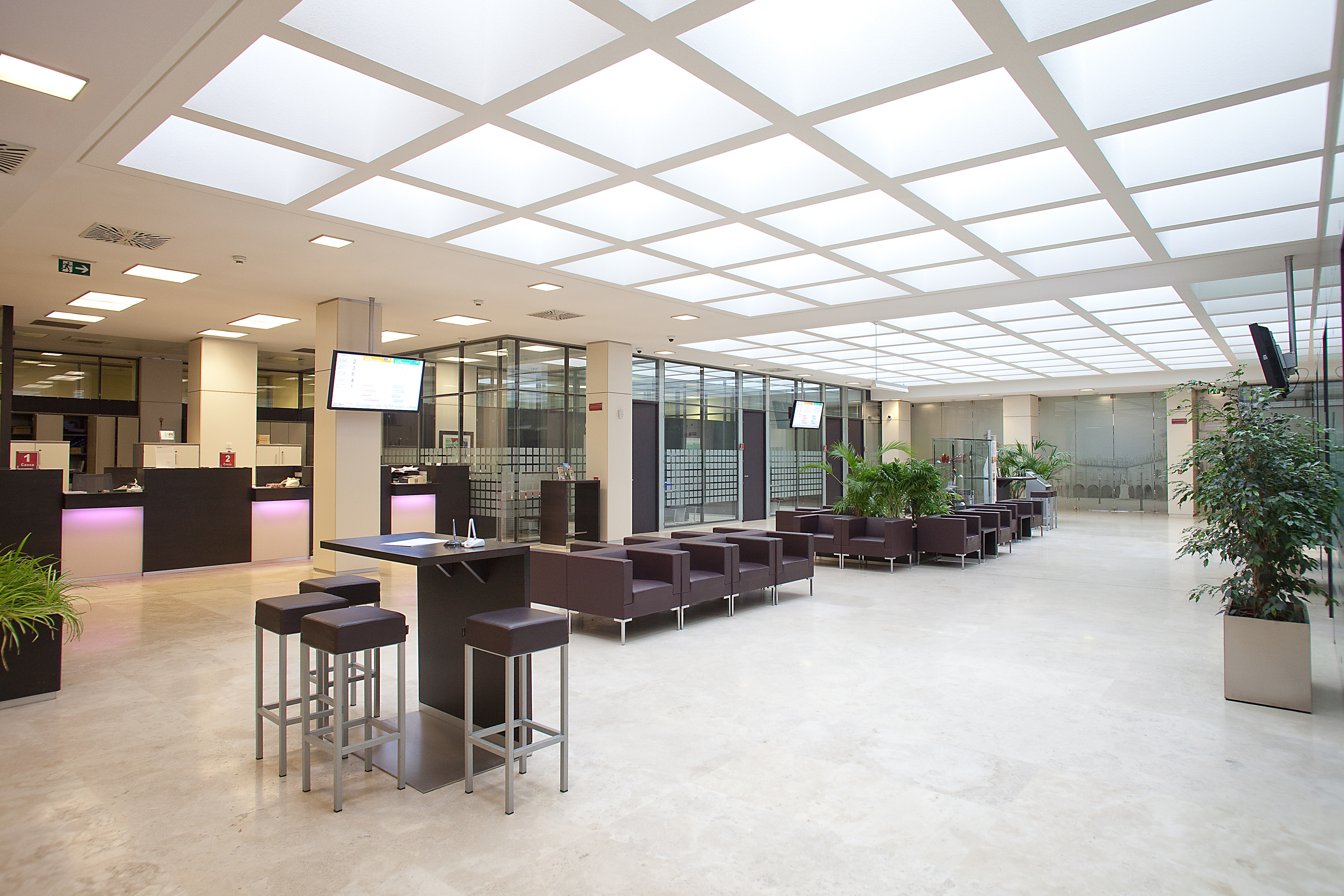
Cassa di Risparmio di Cento - Filiale Sede di Cento

L'istituto viene fondato nel 1844 come Cassa di Risparmio. il 29 marzo 1859 la Cassa di Risparmio di Cento è aperta al pubblico nella sede di Palazzo Rusconi in Corso Guercino a Cento. Il primo sportello rimane unico fino agli anni Venti del Novecento; in seguito, soprattutto negli anni Ottanta, si avvia un graduale processo di crescita che porta, grazie alla liberalizzazione degli sportelli, alle attuali 47 filiali dislocate nelle province di Ferrara, Modena, Bologna e Ravenna.
Nel 1991 avviene la scissione della storica entità, da cui nascono la Fondazione Caricento, che in quel momento detiene il 100% delle azioni della banca e che si occupa di opere di utilità sociale, e Caricento spa, cui compete lo svolgimento dell’attività bancaria. Nel 1993 entrano nel capitale i soci privati, che oggi sono oltre 10.000 e detengono circa un terzo delle azioni.
Nel 2017 la banca, a fronte della perdita di 4,5 milioni di euro dovuta ad un passato investimento in obbligazioni subordinate di Veneto Banca (azzerate), ha incassato quasi 8 milioni dalla cessione del 2% del capitale di Cedacri, di cui comunque conserva l'1%. Nello stesso anno il Cet1 ratio, ovvero il principale indicatore della solidità della banca, è al 13,52%, quindi al di sopra delle richieste della Bce, la Banca centrale europea. La raccolta 2017 tocca 1,5 miliardi (di cui un terzo dovuto al ramo assicurativo Vita) con un aumento del 14,4%.
Su Caricento è in corso dall'ottobre 2017 una trattativa tra la Fondazione, che ha il 67% del capitale, e la Banca Popolare di Sondrio, intenzionata ad acquisire il 51%. Il 31 ottobre 2018 è stato reso noto il documento con cui si certifica il buon esito della due diligence. In un'operazione che si concluderà nel 2020, Banca Popolare di Sondrio rileva in due fasi Cassa di Risparmio di Cento (47 sportelli nelle province di Ferrara, Bologna, Ravenna, Modena). Pop Sondrio pagherà l'acquisto della banca guerciniana in denaro (6,5 milioni di euro) e con proprie azioni.
Nell'ottobre 2019 lo stop della Bce alla PopSondrio sull'acquisizione della Cassa di risparmio di Cento. Motivo: prima la riduzione dei rischi legati ai crediti deteriorati dopo aver già ceduto in aprile un portafoglio di sofferenze per circa un miliardo di euro. Pochi giorni più tardi, sempre in ottobre, si dimette il presidente di CariCento, Annibale Morelli. Con lui si dimette anche il consigliere Fabio Cereghini.
Il 17 maggio 2021 è stata ufficializzata la fusione per incorporazione della CRCento in Credito Emiliano, con un concambio azionario pari a 0,64 azioni di Credito Emiliano per ogni azione della Cassa di Risparmio di Cento.
Il 26 luglio 2021 la fusione è diventata effettiva, con la "conversione" di tutte le ex filiali CRCento in filiali Credem, facendo di fatto scomparire il logo della banca incorporata.